# Kaplica Santa Marija na Comino
Kaplica Powrotu Świętej Rodziny z Egiptu (malt. Kappella tar-Ritorn tas-Sagra Familja mill-Eġittu, ang. Chapel of the Return of the Holy Family from Egypt) lub Kaplica Powrotu z Egiptu lub po prostu Kaplica Matki Bożej (ang. St Mary's Chapel) lub Comino Chapel – katolicka kaplica (pełniąca funkcję kościoła) na wyspie Comino na Malcie.

## Pochodzenie
Kaplica Matki Bożej (St. Mary's Chapel) po raz pierwszy została zaznaczona na mapie z roku 1296. Jednakże dokładne położenie tej kaplicy nie jest znane. Możliwe, że współcześnie istniejąca została zbudowana dokładnie na miejscu tej średniowiecznej. Pierwotna świątynia musiała być kilkakrotnie niszczona przez piratów, którzy atakowali wyspę z powodu łatwo dostępnych brzegów. Faktycznie, przed rokiem 1618 na Comino nie było struktur obronnych. Rezultatem tego było opuszczenie wyspy przez mieszkańców, którzy przenieśli się na pobliską wyspę Gozo. W roku 1618 rycerze Zakonu zbudowali wieżę obronną – wieżę Świętej Marii. To zachęciło niektórych ludzi do powrotu na Comino i powtórne osiedlenie się tutaj. Naturalną koleją rzeczy kaplica na Comino została odbudowana na dzisiejszym miejscu. Dokładna data jej postawienia nie jest znana, chociaż wiadomo, że w roku 1667 biskup Bueno dekonsekrował kościół, lecz w roku 1716 był on znów otwarty dla modlitw. W tym czasie kaplica została powiększona, przemeblowana oraz zmieniono jej wezwanie na Powrotu Świętej Rodziny z Egiptu, jedyne takie na Malcie.

## Wnętrze
Patrzący na kościół z zewnątrz spodziewa się znaleźć zwyczajne, proste wnętrze. Jednak zaskoczenie jest zupełne. W środku króluje styl neogotycki, z ostrymi łukami. Prezbiterium oddziela od nawy głównej ikonostas, jedynie w kilku kościołach pozostawiony nietknięty.

Obraz tytularny przedstawia powrót Świętej Rodziny z Egiptu. Widać w nim wpływy Francesco Zahry. Został odnowiony w 1928 przez Vincenzo Bonello.

W kościele znajduje się ołtarz oraz trzy figury: Dziewicy Maryi z 1948, dzieło Wistina Camilleri, Najświętszego Serca Jezusowego i Świętego Józefa.

## Festa
Pierwotnie dniem święta tytularnego kaplicy był 7 stycznia, dzień po Epifanii, później zamieniono go na 24 lipca, święto Najświętszego Serca Jezusa. Od 2015 uroczystość obchodzona jest w weekend po 15 sierpnia, święcie Wniebowzięcia Matki Bożej.

## Kaplica dziś
Dzięki pracy lokalnych mieszkańców kaplica jest w dobrym stanie. Msza święta odprawiana jest w soboty o 18:45.

## Ochrona dziedzictwa kulturowego
W dniu 14 października 2020 kaplica wpisana została na listę zabytków narodowych 1. stopnia.